# Eusynaptomyces borealis
Eusynaptomyces borealis är en svampart som beskrevs av Thaxt. 1931. Eusynaptomyces borealis ingår i släktet Eusynaptomyces och familjen Ceratomycetaceae.   Inga underarter finns listade i Catalogue of Life.